# Shi Haoyue
Shi Haoyue (31 dicembre 2007) è un sincronetto cinese.

## Palmarès

### Coppa del Mondo
- 4 podi:
  - 3 secondi posti (3 nel duo)
  - 1 terzo posto (1 nella gara a squadre)